# جمالپور-۲
جمالپور-۲ (به لاتین: Jamalpur-2) یک منطقهٔ مسکونی در بنگلادش است که در ناحیه جمال‌پور واقع شده‌است.